# 카를 4세
카를 4세(체코어: Karel IV., 독일어: Karl IV., 프랑스어: Charles IV, 1316년 5월 14일 프라하 ~ 1378년 11월 29일 프라하)는 보헤미아의 국왕(재위: 1346년 8월 26일 ~ 1378년 11월 29일)이자 신성 로마 제국의 황제(재위: 1355년 ~ 1378년 11월 29일)이다. 룩셈부르크 왕가 출신이며 보헤미아의 국왕 카렐 1세(체코어: Karel I.)에 해당한다.

## 유년 시절
카를 4세는 1316년 보헤미아 프라하에서 보헤미아의 얀 국왕과 그의 아내인 엘리슈카 프르셰미슬로브나의 장남으로 태어났다. 카를 4세의 어머니인 엘리슈카는 프르셰미슬 왕조 출신인 바츨라프 3세 국왕의 여동생이기도 하다.
카를 4세의 본명은 자신의 외할아버지였던 보헤미아의 바츨라프 2세 국왕에서 이름을 딴 바츨라프(체코어: Václav, 독일어: Wenzel 벤첼[*])였지만 나중에 성장하면서 고모 마리아 폰 룩셈부르크의 부군 프랑스 왕국의 샤를 4세를 기리는 견진성사에서 고모부의 이름을 딴 카를(카렐)로 개명하게 된다.
카를 4세는 어린 시절 샤를 4세의 프랑스 궁정에서 7년 동안 거주하면서 프랑스식 교육을 받았으며 라틴어, 체코어, 독일어, 프랑스어, 이탈리아어 5개 언어를 구사했다. 1331년에는 아버지와 함께 이탈리아 원정에 나섰고 토스카나 루카의 지배자를 역임했다. 1333년에는 토스카나에 "카를의 산"이라는 뜻을 가진 몬테카를로 요새를 설립했다.
1333년에는 시력이 약화되면서 국정을 수행할 수 없게 된 얀 국왕을 대신해서 보헤미아 왕국의 통치자로 즉위했다. 1334년에는 모라바 변경백 칭호를 받았고 1336년에는 티롤 정부의 수반으로 임명되었다.

## 로마왕, 보헤미아의 국왕
1346년 7월 11일에는 신성 로마 제국의 루트비히 4세 황제와 대립 관계에 있던 교황 클레멘스 6세와의 동맹 관계를 수립했다. 이를 계기로 카를 4세는 클레멘스 6세 교황으로부터 루트비히 4세 황제의 대립왕으로 추대되었다. 1347년에는 클레멘스 6세 교황으로부터 상당 부분의 영토를 교황령으로 편입한다는 약속을 받아냈다.
카를 4세는 선거 군주제를 통해 선출된 군주였기 때문에 독일에서는 그의 입지가 약한 편이었다. 카를 4세는 "성직자왕"(Pfaffenkönig)이라는 별칭을 갖고 있었는데 신성 로마 제국의 여러 주교들과 도시들은 여전히 루트비히 4세 황제를 지지하고 있었다. 1346년 8월에 일어난 백년 전쟁의 크레시 전투에서는 아버지인 얀과 함께 전투에 참전했지만 아버지인 얀은 전사했고 카를 4세는 부상을 당한 상태에서 도망쳤기 때문에 살아남았다.
1347년 10월 11일에 루트비히 4세 황제가 사망하면서 카를 4세는 신성 로마 제국의 유일한 로마왕이 되었다. 신성 로마 제국에서 자신의 권력 기반을 강화한 카를 4세는 1347년 9월 2일에 보헤미아의 국왕으로 즉위했다.
카를 4세는 흑사병이 확산되지 않았던 보헤미아의 프라하를 신성 로마 제국의 수도, 보헤미아의 수도로 정했다. 또한 프랑스 파리를 모델로 한 도시 재건 계획을 수립했고 프라하의 신시가지인 노베메스토(Nové Město)를 건설했다. 1348년에는 프라하에 자신의 이름을 딴 중앙유럽 최초의 대학교인 프라하 카렐 대학교를 설립했다. 이를 계기로 프라하는 중앙유럽의 문화, 교육의 중심지로 성장하게 된다.
카를 4세는 실레시아, 오버팔츠, 프랑켄의 봉토를 보헤미아의 영토로 편입시켰다. 1353년에는 자신의 이복동생인 벤첼 1세에게 룩셈부르크 백작위를 물려주었다. 1355년에는 자신의 이름을 딴 보헤미아의 법률인 《마이에스타스 카롤리나》(Maiestas Carolina)를 제정하려고 했지만 보헤미아 의회에서 부결되고 만다.

## 신성 로마 제국의 황제
카를 4세는 1354년에 군대 없이 알프스산맥을 횡단하면서 이탈리아를 방문했다. 1355년 1월 5일에는 밀라노에서 대관식을 치르면서 랑고바르드의 철관을 받았고 1355년 4월 5일에는 로마에서 신성 로마 제국 황제 대관식을 치렀다. 카를 4세는 어떠한 문제 없이 신성 로마 제국의 황제로 즉위하기를 원했기 때문에 이탈리아에서의 모든 권리를 포기했고 알프스산맥을 거쳐 프라하로 귀환하게 된다.
1356년 1월 10일에는 총 31장으로 구성된 신성 로마 제국의 법률인 금인칙서를 공포했다. 이에 따라 서임권 투쟁 이후에 전개된 교황의 간섭 없이 신성 로마 제국의 황제 선출이 가능해졌고 신성 로마 제국의 황제를 선출하는 7명의 선제후(마인츠 대주교, 트리어 대주교, 쾰른 대주교, 보헤미아 국왕, 팔츠 백작, 작센 공작, 브란덴부르크 변경백)의 상속 및 특권이 확립되었다.
1365년에는 아를에서 부르군트의 군주로 즉위했다. 1376년에는 자신의 아들인 바츨라프 4세(벤첼 4세)가 로마왕으로 선출되도록 노력했고 1378년에는 슈바벤 도시 동맹과 귀족들 간의 평화를 확립하기 위해 노력했다.
1378년 프라하에서 사망했으며 1848년에는 프라하에 카를 4세의 동상이 건립되었다. 체코 프라하에 위치한 다리인 카를교, 체코의 온천 도시인 카를로비바리는 그의 이름에서 유래된 이름이다.

## 사진

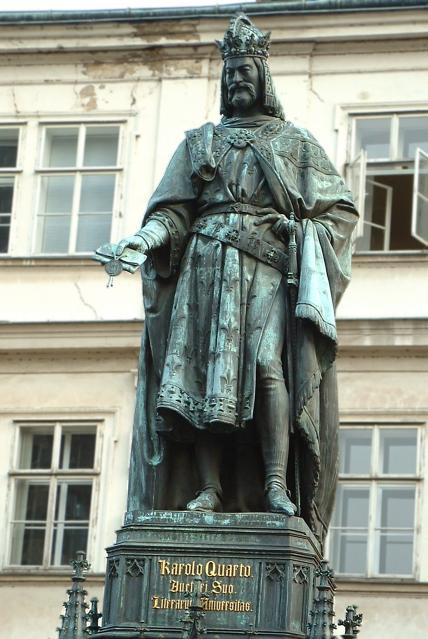
체코 프라하에 건립된 카를 4세 동상

## 같이 보기
- 샤를 4세 - 고모 마리 드 뤽상부르의 남편이며 카를이라는 이름은 고모부의 이름을 땀